# Philopator basimaculata
Philopator basimaculata är en fjärilsart som beskrevs av Moore 1866. Philopator basimaculata ingår i släktet Philopator och familjen bastardsvärmare. Inga underarter finns listade i Catalogue of Life.